# Mare de Déu de l'Assumpció dels Castells
Mare de Déu de l'Assumpció dels Castells és un monument del municipi de les Valls d'Aguilar (Alt Urgell) protegit com a bé cultural d'interès local.

## Descripció
Es tracta d'un temple d'una sola nau capçada a nord per un absis semicircular. El conjunt és cobert amb volta de canó rebaixada feta de maons i reforçada amb tres arcs torals. Es perceben restes d'una motllura de guix a l'arrencada de la volta. A banda i banda de la nau s'obren tres capelles laterals, de les quals les de la façana oriental es troben paredades. S'obren a la nau a través d'arcs de mig punt. La porta es troba a la façana meridional i és en arc rebaixat. Sobre la porta hi ha un òcul circular i, coronant la façana, un campanar d'espadanya d'un sol ull, fet amb maons. L'absis també presenta una petita finestreta orientada a llevant. El conjunt era cobert exteriorment per una coberta de teula de doble vessant que s'ensorrà durant la dècada de 1990.

## Història
Les primeres notícies de l'església dels Castells es remunten a l'any 1094 data en què Ramon de Taús estableix una deixa al seu testament a favor de l'església de Santa Maria de Castells. Apareix també en la relació de la visita pastoral realitzada l'any 1314 al bisbat d'Urgell per manament de l'Arquebisbe de Tarragona, i en la visita de 1575 l'església dels Castells figura com a sufragània de la parròquia de Taús. La visita duta a terme pels delegats del bisbe d'Urgell l'any 1758 també aporta informació.